# Benjamin Libet
Benjamin Libet (Chicago, 12 april 1916 – Davis, 23 juli 2007) was een Amerikaanse neurofysioloog die mondiale bekendheid verwierf met experimenten die de zogenaamde "bewustzijnsvertraging van een halve seconde" laten zien.

## Biografie
Libet is geboren en opgegroeid in Chicago (Verenigde Staten) en ging daar naar de gelijknamige universiteit. In 1936 haalde hij daar een graad in de fysiologie, waarin hij in 1939 promoveerde. Van 1949 tot 1956 was hij hoogleraar fysiologie aan het UCSF. Hij was verbonden aan het departement fysiologie van de Universiteit van Californië in San Francisco.

## Gereedheidspotentiaal

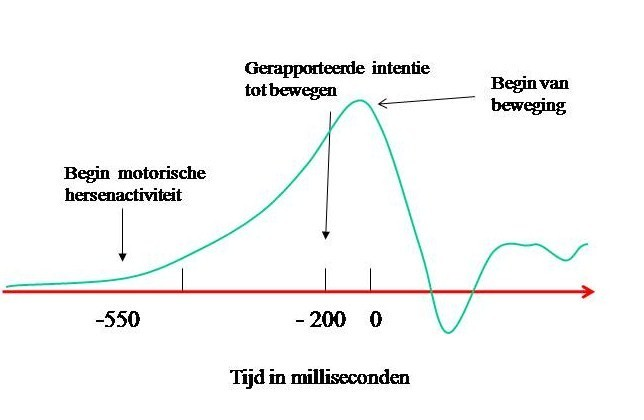
De Readiness Potential en momenten van gerapporteerde intentionele en actuele beweging: de hersenactiviteit start 550 msec voor de actuele beweging. Ongeveer 350 msec later (200 msec vóór de actuele beweging) vindt de gerapporteerde intentie om te bewegen plaats

In de jaren zeventig begon Libet, verdergaand met waaraan Hans Kornhuber en Lüder Deecke waren begonnen, samen met neurochirurg Bertram Feinstein aan experimenten die aantoonden dat een halve seconde vóórdat een bewust besluit wordt genomen de hersenen deze al initieerden. Deze initiatie noemde hij Readiness Potential (Gereedheidspotentiaal). Deze motorische potentialen ontstaan in de secundaire motorische cortex en vormen een onderdeel van zogenaamde event-related potentials of ERPs. Zij worden afgeleid uit het elektro-encefalogram of EEG dat met speciale elektroden op de schedel wordt gemeten. Libet leidde daaruit in een latere studie af dat de hersenen, met name de cortex, onbewust beginnen met een door een mens gewilde verrichting. Kortom: de hersenen nemen een besluit en een mens wordt een halve seconde daarna zich ervan bewust. Latere experimenten, uitgevoerd door andere wetenschappers, bevestigden Libets uitkomsten. Later formuleerde Libet het zogenaamde "vetorecht" bij deelnemers die een geplande handeling op het laatste moment hadden afgestopt. Hij dacht daarmee, in ieder geval voor een deel, de vrije wil in ere hersteld te hebben. Dit suggereert dat hoewel het bewustzijn geen verrichtingen start, het op zijn minst kan bepalen of deze moeten worden verwezenlijkt. Dit noemde Libet zijn "vetotheorie".

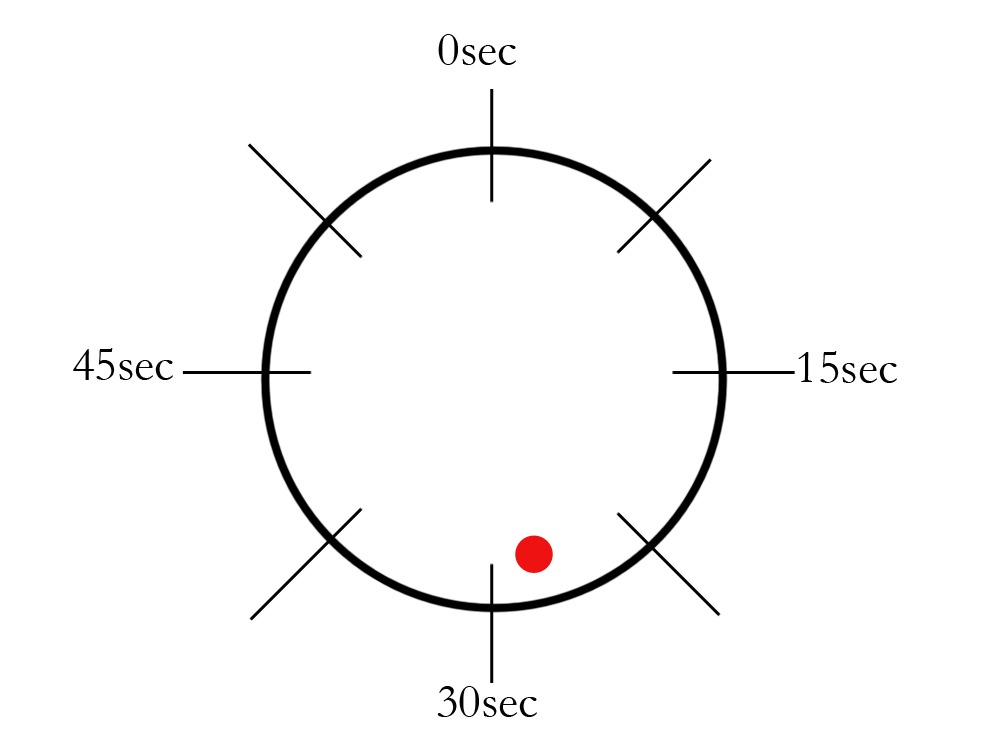
De "libetklok": vanuit de 12-uurpositie beschrijft de stip steeds een hele omwenteling in 2,5 s

## Aanpak
Het experiment van Libet zat in grote lijnen als volgt in elkaar. De proefpersoon zag voor zich op een soort oscilloscoop een punt bewegen, ongeveer zoals ook de secondewijzer van een klok beweegt. De opdracht luidde zo nu en dan wanneer het hem/haar uitkwam een spontane beweging te maken met de vinger van de rechterhand, zoals het indrukken van een knop. De positie van de stip werd tegelijk elektronisch gemeten. Tevens moest de proefpersoon aangeven op welk moment hij het eerst de aandrang voelde om te gaan reageren. Dit laatste gebeurde door de positie van de stip op dat moment te onthouden. Deze subjectieve schattingen bleek nu gemiddeld 300 milliseconden later te komen dan de vroegste hersenactiviteit die met behulp van de Readiness Potential van het EEG was gemeten. Omdat het moment waarop men zich de intentie tot handelen bewust wordt ongeveer 200 milliseconden voor de handeling zelf plaatsvindt, blijft er dus nog wel tijd over om de handeling in het uitvoerstadium te controleren. Dit bijvoorbeeld om deze af te breken of bij te stellen.

## Pijnervaringen
Libet heeft ook andere vergelijkbare tijdsvertragingen, als hierboven beschreven, gemeten. In die studie plaatste Libet elektroden op de huid van de proefpersonen en diende hij een pijnprikkel toe door middel van een naald. Tegelijkertijd mat hij met een elektrode in het brein de elektrische activiteit in de hersenen die gepaard gaat met het ervaren van pijn. Door de tijd tussen de toediening van de pijnprikkel en de detectie van de elektrische activiteit in de hersenen te meten, kon Libet bepalen hoe lang het duurde voordat de bewuste ervaring van pijn in de hersenen als neurologisch signaal aankwam.

## Onbegrepencausaliteit
De meeste aandacht richt zich vooral op de metingen van "gereedheidspotentiaal" en niet zo sterk op de metingen van de pijnervaringen. De interessante vraag is meestal: hebben we een vrije wil? Dan zijn de metingen betreffende de gereedheidspotentiaal van belang. Zie het boek: "Wij zijn ons brein" auteur  Dick Swaab 
Echter, Libet richtte zich met zijn metingen primair op de relatie tussen neurologie en bewustzijn: "bewustzijnsvertraging van een halve seconde". De discussie over de vrije wil is eigenlijk secundair.
De causaliteit van de gemeten tijdsfenomenen is direct duidelijk: de neuronale signalen verplaatsen zich (bij bepaalde neuronen) met een vaste snelheid. Dus bij een bepaalde vaste lengte van een axon hoort een vaste vertraging. Tot zover is er geen probleem met oorzaak en gevolg.
De causaliteitsproblemen ontstaan pas wanneer men de verschillende metingen van Libet tezamen beschouwd. Daarbij gaat het òf om signalen vanaf het brein (via motorische of efferente zenuwen) òf om signalen naar het brein (via sensorische of afferente axonen).
Die tijdsvertragingen kunnen gelijk zijn: afhankelijk van de lengte van de axonen. Bij de wil tot beweging zal in het brein de bereidheidspotentiaal eerder ontstaan dan de bewuste ervaring van die beweging. Maar het brein wordt pas later in kennis gesteld dan het moment van de pijnervaring. Het brein is dus te laat of te vroeg voor de bewuste ervaring: een contradictie!
De logische conclusie van beide metingen lijkt te zijn dat het brein niet centrum van bewustzijn is, tenminste wanneer de chronologische tijd als "oorspronkelijkheid dimensie" wordt aangenomen. Dus een anomalie in de opvatting dat het bewustzijn een epifenomeen is van het brein.
Libet zocht naar een verklaring door negatieve tijdsverschuivingen aan te nemen. Citaat: "....dat wil zeggen alsof de subjectieve ervaring voor LM werd verwezen naar het begin in plaats van naar het einde van de vereiste stimulusduur. van 200 ms of meer....."
Achtergrond informatie in het boek:  "Mijn brein denkt niet, ik wel" Auteur: Arie Bos